# Lasioglossum denticolle
Lasioglossum denticolle là một loài Hymenoptera trong họ Halictidae. Loài này được Morawitz mô tả khoa học năm 1891.